# Borșa
Borșa (německy Borscha, maďarsky Borsa) je město v Rumunsku v župě Maramureš. Nachází se u břehu řeky Vișeu, nedaleko průsmyku Prislop, asi 123 km východně od Baia Mare, 166 km severozápadně od Kluže a asi 541 km severozápadně od Bukurešti. V roce 2011 žilo ve městě 27 611 obyvatel, Borșa je tak třetím největším městem župy Maramureš.
Městem prochází silnice DN18.